# Jean-Marie Lehn
Jean-Marie Lehn (* 30. září 1939 Rosheim) je francouzský chemik, nositel Nobelovy ceny za chemii za rok 1987. Obdržel ji společně s D. J. Cramem a Ch. J. Pedersenem za objev syntetických makrocyklických látek se selektivními vlastnostmi pro vazbu iontů a molekul. Popsal proces díky kterému se molekuly navzájem poznají. Léky tak třeba "vědí", kterou buňku mají zničit a kterou naopak nechat žít. Po otci varhaníkovi zdědil lásku k hudbě a vedle chemie se od mládí zajímal i o humantní obory. Vystudoval Univerzitu ve Štrasburku, kde získal i doktorát. Po ročním pobytu na Harvardu se vrátil učit do Štrasburku (od roku 1966). Roku 1965 uzavřel sňatek se Sylvií Ledererovou, mají dva syny. Od roku 1980 je Lehn profesorem na Collège de France.

## Vyznamenání a ocenění
- rytíř Národního řádu za zásluhy (Francie, 1976)
- rytíř Řádu čestné legie (Francie, 1983)
- Humboldtova cena (1983)
- Nobelova cena za chemii (1987)[1]
- důstojník Řádu čestné legie (Francie, 1988)
- rytíř Řádu akademických palem (Francie, 1989)
- Pour le Mérite (Německo, 1990)[4]
- důstojník Národního řádu za zásluhy (Francie, 1993)[5]
- komandér Řádu čestné legie (Francie, 1993)
- Čestný kříž Za vědu a umění I. třídy (Rakousko, 2001)[6]
- velkodůstojník Kulturního záslužného řádu Rumunska (Rumunsko, 2004)
- čestný doktorát, Masarykova univerzita[7]
- velký záslužný kříž s hvězdou Záslužného řádu Spolkové republiky Německo (Německo, 2009)[5]
- velkodůstojní Řádu čestné legie (Francie, 2014)[5]